# Alf Johansson (fotbollsspelare)
Alf Ronny "Parveln" Johansson, född 15 september 1937 i Göteborg, död 18 augusti 2021 i Göteborg, var en svensk fotbollsspelare som representerade Gais åren 1960–1965.
Johansson kom hösten 1959 till Gais från Kungsladugårds BK, och gjorde debutsäsongen 1960 åtta mål på 16 matcher. Han spelade sedan i klubben till och med säsongen 1965, och var med om att spela upp Gais från division II två gånger, 1963 och 1965. Smeknamnet "Parveln" fick han eftersom han inte var särdeles storväxt. Sammanlagt spelade han 72 matcher (19 mål) för Gais, varav 6 (0) i allsvenskan 1964.
Johansson spelade även handboll i högsta serien med Göteborgs IK säsongen 1966/1967.